# Roca de l'Esplugueta
La Roca de l'Esplugueta és una roca de 1.150,5 metres que es troba en el municipi de Conca de Dalt, al Pallars Jussà. Fins al 1970 formava part del terme municipal de Claverol, dins de l'enclavament dels Masos de Baiarri.